# Felo
Felo, bürgerlich Rafael Batista Hernández, (* 24. Oktober 1936 in Las Palmas de Gran Canaria) ist ein ehemaliger spanischer Fußballspieler.

## Karriere

### Vereine
Batista Hernández begann 20-jährig für den in seinem Geburtsort ansässigen Verein UD Las Palmas mit dem Fußball im Seniorenbereich. Von 1956 bis 1960 bestritt er 58 Punktspiele in der Primera División, der höchsten Spielklasse im spanischen Fußball. Sein Debüt am 28. Oktober 1956 (8. Spieltag) beim 2:1-Sieg im Heimspiel gegen den FC Sevilla krönte er sogleich mit seinem ersten Tor, dem Treffer zum 1:0 in der 23. Minute. Am Ende seiner letzten Saison stieg der Verein in die Segunda División, Gruppe Süd ab. Den Abstieg konnte er mit seinem Verein in der Relegation der Vorsaison soeben noch abwenden.
Drei Wochen vor Ablauf der Saison wechselte er zu Real Madrid und kam vom 24. April bis zum 12. Juni 1960 im Hin- und Rückrundenspiel um den Copa de S.E. El Generalísimo, wie sich der nationale Vereinspokal seinerzeit nannte, gegen den Barakaldo CF im Sechzehntelfinale, sowie gegen Cultural Leonesa und Sporting Gijón im jeweiligen Rückrundenspiel im Achtel- und Viertelfinale bereits zu seinen ersten vier Pflichtspielen. In der Meisterschaft bestritt er seine ersten sieben Punktspiele erst in der Saison 1961/62, wobei er am 2. September 1961 (1. Spieltag) beim 3:1-Sieg im Heimspiel gegen den FC Elche debütierte. Mit Real Madrid kam er zu seinen ersten Titeln; er gewann fünfmal die Meisterschaft und einmal den Pokal, in dem Wettbewerb er insgesamt 14 Mal eingesetzt wurde. Im internationalen Pokalwettbewerb kam er in elf Spielen zum Zuge, in denen er insgesamt vier Tore und allesamt um den Europapokal der Landesmeister erzielte. 1961/62 und 1963/64 erreichte er mit seiner Mannschaft jeweils das Finale – beide wurden jedoch verloren. Am 18. April 1965 (30. Spieltag) bestritt er sein 21. und letztes Punktspiel für seinen Verein, der beim FC Sevilla mit 1:0 gewann.
Zu diesen Verein wechselte er anschließend und bestritt nach zwei Saisons 23 Punktspiele, in denen er zwei Tore erzielte. Ferner kam er in zwei Spielen um den Copa de S.E. El Generalísimo und einmal um den Messestädte-Pokal – mit dem mit 0:2 verlorenen Erstrundenhinspiel beim FC Argeș Pitești – zum Einsatz.

### Nationalmannschaft
Mit der 0:1-Niederlage in Bordeaux gegen die U21-Nationalmannschaft Frankreichs hatte er als Spieler der U21-Nationalmannschaft am 4. Mai 1960 sein Debüt als Nationalspieler in seinem zugleich einzigen Länderspiel.

## Erfolge
- Finalist Europapokal der Landesmeister 1962, 1964
- Spanischer Meister 1961, 1962, 1963, 1964, 1965
- Spanischer Pokal-Sieger 1962